# Dolina Phobjikha
V dolini Phobjikha (ཕོབ་སྦྱིས་ཁ ) (pripona kha pomeni 'dolina' v Dzongkha) je velika ledeniška dolina v obliki črke U, znana tudi kot dolina Gangteng, poimenovana po impresivnem samostanu Gangteng sekte Njingma v osrednjem Butanu in kjer so v zimski sezoni na obisku in počitku črnovrati žerjavi (Grus nigricollis) iz Tibetanske planote.  Ob prihodu v dolino Phobjikha v zadnjem tednu oktobra, žerjavi trikrat obkrožijo samostan Gangteng in to ponovijo ko se vračajo v Tibet.
Široka dolina s svojim najbolj znanim močvirjem v Butanu je priljubljena zaradi svoje slikovite lepote in kulturne edinstvenosti. Dolina je bogata z biotsko raznovrstnostjo živalstva in ima poleg globalno ogroženih črnovratih žerjavov Grus nigricollis, 13 drugih svetovno ogroženih vrst. Območje doline veliko približno 163 kvadratnih kilometrov je bilo razglašeno za zavarovano območje, ki ga upravlja Kraljevo društvo za varstvo narave, za zaščito narave, pooblaščeno od ministrstva za kmetijstvo.
Tšeču, festival plesa mask in festival žerjavov, ki v zimskih mesecih spremlja črnovrate žerjave, se vsako leto odvijajo v dolini Phobjikha, na dvorišču samostana. Prav tako ponuja priljubljeno 3-dnevno pohodno pot.

## Lega
Dolina Phobjikha je velika ledeniška dolina na nadmorski višini približno 3000 metrov na zahodni strani ob Črnih gora (Butan) (višina nad 5000 metrov), ki ločuje zahodni in osrednji Butan. Dolina pokriva večino vaških skupnosti (gewog) Phobji in Gangteng ter nekatere dele Athanga in samostan Gangteng, znan tudi kot Gangtey Gompa, na obrobju vasi Gangtey. V dolini je tudi ena od osmih Ling, ki jih je zgradil veliki budistični svetnik Longčenpa, ki se imenuje Ngelung Drečagling. Dolino pokriva bogata trava v močvirni zemlji, kjer raste posebna sorta pritlikavih bambusov (Yushania microphylla), na kateri se hranijo črnovrati žerjavi. Nake Čuu in reka Phag Čuu tečeta skozi to dolino. Najlepši razgled na dolino Phobjikha je pod samostanom Gangteng in od templja Ngelung Drečagling Lhakhang. 

## Podnebje
Dolino obdajajo gorske verige, ki doživljajo sneženje. V zimskih mesecih tudi dolino prekrije sneg, zaradi česar se prebivalci doline v januarju in februarju preusmerjajo v bolj prijetno podnebje. Povprečna minimalna temperatura, zabeležena v decembru, je –4,8 ° C. Povprečna maksimalna temperatura, zabeležena v avgustu, je 19,9 ° C. Incidenca padavin se giblje med 1472–2189 milimetrov. 

## Gospodarstvo
Dolina Phobjikha je s svojo agrarno ekonomijo večinoma nerazvita z najsodobnejšimi vodnimi in sanitarnimi napravami. Tudi prevozne in komunikacijske zmogljivosti niso ustrezne. Toda z razvojem države sta ponudnika mobilnih storitev v državi vzpostavila mobilna omrežja. To je dolino povezalo s preostalim svetom. B-Mobile je svojo prvo mobilno omrežje namestil v letu 2008 na slovesnosti ob podelitvi novozgrajene Gangteng Gompe. Zaradi zaščite žerjavov, ki pozimi obiskujejo dolino, kot je ohranitveni ukrep, ni bilo dovoljeno zagotoviti nadzemnih daljnovodov za električno napajanje.  Solarni grelniki, sončne celice in dizelski generatorji so se uporabljali za zagotavljanje električne energije v preteklosti, zdaj pa je dolina priključena na nacionalno omrežje z uporabo podzemnega električnega kabelskega sistema.

## Demografija
Dolina Phobjikha leži v okrožju Vangdue Phodrang| Vangdue Phodrang  v osrednjem Butanu. Dolina ima približno 4500 ljudi (prijavljenih je bilo 4716), ki prebivajo v Gangenu in drugih vaseh, ter v samostanu Gangteng, ki je strateško lociran na spodnjem delu doline. Med zimsko sezono, ko je dolina prekrita s snegom, se nekateri prebivalci doline, vključno z menihi, premaknejo na ugodnejše podnebje (v mesecih januar in februar) na območju Vangdue Phodranga. Etnična pripadnost ljudi, ki živijo v dolini, ima posebno identiteto in njihov jezik je narečje, znano kot henke (to je arhaično tibetansko), jezik pod skupino jezikov bumthang. Regijo Črne gore naseljujejo tudi nomadski pastirji in pastirji jakov. Nekateri vaščani še vedno izvajajo starodavno animistično religijo Butana in sicer religijo Bon.

## Rastlinstvo in živalstvo
Slikovita dolina Phobjikha, v senci Črnih gora, ima bogato biotsko raznovrstnost flore in favne. To, skupaj z verskim pomenom samostana Gangteng, je v dolino pritegnilo religioznost in ekoturizem.
Rastlinstvo
Dolina Phobjikha je močvirna dežela in ima travnate pašnike, kjer se pasejo govedo in konji. Tu raste posebna vrsta pritlikavih bambusov, ki privlači črnovrate žerjave, da se zadržujejo in hranijo v dolini v zimski sezoni. Krompir je glavni pridelek, ki se goji v dolini. Pridelujejo tudi repo. Druge vidne drevesne vrste so iglasta vegetacija modrega bora (Pinus wallichiana), breze, javorja in več vrst rododendronov.
Poljščine
Dolina je znana po pridelavi semenskega krompirja, saj so tla in atmosferski pogoji v dolini brez žuželk in bolezni, ki običajno vplivajo na ta pridelek. Pridelki se v glavnem izvažajo v Indijo, kjer obstaja velika potreba po tej sorti. To je povzročilo zanimanje za dolino, da se mokrišča ali močvirna območja doline spremenijo v kmetije z dreniranjem območja za proizvodnjo pridelkov. Vendar pa je zanimanje za ohranitev habitata žerjava v dolini verskega pomena in turizem, ki se je razvil okoli znamenitega samostana Gangteng razlog, da je Kraljevo društvo za varstvo narave prevzelo nalogo, da ustavi kakršno koli preoblikovanje doline v kmetije. Palje "Benjie" Dorji, nekdanji predsednik Butana, nekdanji minister za okolje in stric sedanjega kralja Butana, kot predsednik kraljevega društva in kot ustanovitelj programa za ohranitev žerjava, je pomagal, da se predlog dreniranja mokrišč v dolini Phobjike, da bi ustvarili kmetije za pridelavo bogatega semenskega krompirja, ni uresničil. Vendar pa je bilo predlagano, da je treba, če se žerjavi cenijo bolj kot ljudje, ki ne morejo pridelati bogatega krompirja, to nadomestiti.  Prav tako je bilo predlagano, da se preuči tudi vpliv turizma na žerjave v dolini Phobjikha. 
Živalstvo
Dolina in hribi, ki jo obkrožajo, so bogati z divjim življenjem. Živali so muntjaki (jeleni), divja svinja, zambar (Rusa unicolor), himalajski črni medved, himalajski tar (Capricornis thar), leopardi in lisice.
Ptice
V zavarovanem območju, ki je bilo ustanovljeno leta 2003, je v dolini Phobjikha več ranljivih vrst ptic. Najbolj znana vrsta v regiji je črnovrati žerjav (Grus nigricollis). Druge ranljive vrste so: jerebica (Arborophila mandellii), lesna sloka (Gallinago nemoricola), Blythov fazan (Tragopan blythii), veliki klinkač (Aquila clanga), kraljevi orel (Aquila heliaca), Baerova raca (Aythya baeri), belovrati čenčač (Saxicola insignis), hudournik (Apus acuticauda) in sivo-okronana prinia (Prinia cinereocapilla). Ohranitvena površina 163 kvadratnih kilometrov, ki vključuje vaške skupnosti Phobji, Gangte in Bjena v okrožju (dzongkhag) Vangdue Phodrang je bila oddana v zakup za načrtovanje in upravljanje konservatorstva Kraljevi družbi za varstvo narave, nevladni organizaciji, ki je bila ustanovljena leta 1983 (pravno registrirana leta 1997). Ukvarja se ne le z upravljanjem ohranjanja črnovratih žerjavov in njihovega življenjskega prostora, ampak tudi z izvajanjem raziskav o javnem izobraževanju in ozaveščanju, opolnomočenju skupnosti za ohranjanje in integriranimi programi ohranjanja in razvoja, vključno z ekoturizmom v dolini, ki temelji na skupnosti. Žerjavi pridejo v to dolino konec oktobra in odidejo sredi februarja.  The black-necked cranes arrive in this valley in late October and depart in mid-February.

## Festivali
Še posebej v dolini Phobjikha imajo črnovrati žerjavi status čaščenja, o čemer priča Festival žerjavov, ki poteka vsako leto 12. novembra, kmalu po prihodu s Tibetanske planote konec oktobra. Festival se praznuje na dvoriščih Gangteng Gompe in v celotni dolini Phobjikha. Festivala se udeležuje veliko število domačinov. Ob tej priložnosti otroci, ki nosijo kostume žerjavov, izvajajo koreografirane plesne vaje. V tem obdobju so žerjavi vidni na visokih nadmorskih višinah. Mnogi turisti obiščejo dolino, da bi bili priča temu festivalu. 
Še en poseben festival, ki ga praznujejo ljudje v dolini, je letni tšeču, ki se odvija v samostanu Gangteng od 5. do 10. dne osmega lunarnega meseca, kot je po butanskem koledarju. Plesi mask so posebnost festivala. Festival privablja številne tuje turiste.

## Dolina Phobjikha in Gangtey treki
Pohodna pot Phubja Valley je priljubljen treking, ki traja tri dni in je del verskega in ekoturizma, ki ga spodbuja vlada Butana in druge zadevne nevladne organizacije.
Gangtej treki so tudi priljubljena turistična atrakcija v dolini Phobjikha, ki zajemajo Gangteng Gompa. Te treking poti, ki jim sledijo mednarodni ljubitelji trekinga, se začnejo pri Gangteng Gompe. Trek skozi vas Kumbu (vzhodno od Gompe), gre skozi vasi Gedachen in Khebayathang, vodi do vasi Kilhorthang in se konča v Kilkhortang Lhakhangu.  Kratek pohod približno 90 minut, znan kot 'Gangte Nature Trail', se začne od kamnitega zidu Mani severno od Gangteng Gompe in se konča v Khewa Lhakhangu.

## Galerija
- Vas
- Dolina iz Kephaja
- Dekleta v narodnih nošah na plesu med letnim Gangteng tšečuju v dolini